# The Eldorado Success
The Eldorado Success er en lokalavis som har været udgivet i Eldorado, Texas siden 1901.